# Antônio Agard
Antônio Agard foi um importante industrial e negociante português do começo do século XIX.
Ele era proprietário de uma fábrica de curtumes que foi estabelecida por volta de 1786. Essa fábrica realizava o tratamento do couro cru, para o couro tratado. A indústria permaneceu em posse de seus herdeiros por quase um século. Além disto, era também proprietário de uma fábrica de sola, na cidade de Pedrouços. Neste sentido, dá para se supor que ele operava uma grande operação industrial comercial.
Agard tinha contínuas relações com as Forças Armadas. Doava com constância para a instituição, como demonstra um documento de 1832 em que distribui ao exército pano de linho de fora e cobertores. Em outro documento, desta vez de 1810 aparece solicitando que o exército recebesse atanados e solas de sua produção. Em outro documento de natureza semelhante, pertencente ao Arquivo Militar, porém sem data, ele solicita permissão para que a sua fábrica forneça artigos ao Arsenal Real do Exército. Não se sabe os frutos das últimas duas ações.
Ademais, sabe-se da grande religiosidade do capitalista. Ele subscreveu, ou seja, financiou, a obra Vida de Jesus Christo, conforme os quatro evangelistas (1817), e era devoto congregado da Santa Via-Sacra e da instituição de caridade do arcanjo São Rafael.